# Banasiówka
Banasiówka – przysiółek wsi Jelonki w Polsce położony w województwie opolskim, w powiecie oleskim, w gminie Rudniki, w sołectwie Żytniów.
W latach 1975–1998 miejscowość położona była w województwie częstochowskim.